# Toivas
Toivas är en sjö i kommunen Jämsä i landskapet Mellersta Finland i Finland. Sjön ligger 119,5 meter över havet. Arean är 65 hektar och strandlinjen är 9,05 kilometer lång. Sjön  ingår i Kymmene älvs huvudavrinningsområde.   Den ligger omkring 47 kilometer sydväst om Jyväskylä och omkring 200 kilometer norr om Helsingfors. 